# Улусель, Рагид
Рагид Улусель (азерб. Rahid Ulusel; псевдоним, настоящее имя Рагид Сулейман оглу Халилов; род. 13 августа 1954) — азербайджанский философ, культуролог, литературовед, критик, эссеист, доктор философских наук, профессор.

## Жизнь и деятельность
Рагид Халилов родился 13 августа 1954 года в селе Келбагусейнли (бывшее Галадиби) Масаллинского района Азербайджанской ССР. В 1975 году окончил филологический факультет Азербайджанского государственного педагогического университета, получив диплом с отличием. В 1975—2001 гг. работал учителем Гюллютепенксий и Чахырлинский средних школ, заместителем главы исполнительной власти Масаллинского района, главным редактором «Новой Газеты». В 1986 году защитил кандидатскую (на Совете при Национальной Академии наук Азербайджана), а в 2007 году — докторскую диссертацию (в Бакинском государственном университете).
В 1990 году был удостоен медали Министерства образования СССР за разработку концепции «Метасистема гуманитарии». С 2002 года работает главным научным сотрудником Института литературы Национальной Академии наук Азербайджана и научным сотрудником Центра Ататюрка в Азербайджане. В 2005—2007 гг. читал курс лекций по философии и культурологии в Западном университете. В 2005 году учредил Ассоциацию «Глобалистика и Цивилизациология». Эта организация, президентом которой он является, в 2011 году стала первой в Азербайджане и на всем Южной Кавказе научной структурой, принятой в Международную Федерацию Философских Обществ.
Рагид Улусель с 1989 по 1991 год являлся членом Союза писателей СССР, в настоящее время является членом Союза писателей Азербайджана, в 2009 году был удостоен стипендии президента Азербайджана. С 2009 года является членом Диссертационного совета по защите диссертаций при Институте философии, социологии и права Национальной Академии наук Азербайджана, с 2010 года — членом Оргкомитета Биокосмологической ассоциации (БКА, Россия) и Редакционного совета журнала «Биокосмология — неоаристотелизм» («Biocosmology — neo-аristotelism»), вице-президентом БКА по Среднему Востоку. Представлял Азербайджан на XXII Всемирном философском конгрессе (Корея, Сеул, 2008), на VIII Всемирном конгрессе славянистов (Швеция, Стокгольм, 2010), на II Международной конференции по академическим дисциплинам (США, Гарвардский Университет, 2011) и на целом ряде других международных мероприятий.
Осуществил проект «Интеграция Азербайджана в мировое сообщество: Шелковый путь культур» (2009), издал книги по соответствующей теме в рамках проекта при финансовой помощи Совета по государственной поддержке НПО при президенте Азербайджана.
Является автором 17 книг и монографий, опубликовал в периодической печати множество эссе, а в научных журналах — более 200 статьей о проблемах философии, эстетики, культурологи и филологии.

## Основные концепции, идеи и парадигмы
Профессор Рагид Улусель осуществил системное исследование философии гармонии (гармоники). Согласно философии гармонии, три взаимосвязанных закона диалектики — законы единства и борьбы противоположностей, отрицания отрицания и перехода количественных изменений в качественные изменения — каждая в отдельности и во взаимосвязи друг с другом действуют как составная часть всемирного закона гармонии.
На основе закона гармонии (1) бытие становится миром, (2) движение — динамикой, (3) время — историей, (4) как фаза биосферы возникает антропосфера, (5) как фаза космологоса — психологос, (6) как фаза природы — культура. Таким образом, из дополняющих друг друга мегафаз завершается первая большая мегафаза Бытие — Мир — Сотворение человека, превращающая гомоцивилизацию в важный акт эволюции планетарной жизни, и создает условия для перехода к новой фазе.
Философия гармонии (Гармоника) представляет новую концепцию глобальной самоорганизации мира как самоуправляющей системы на основе критериев и принципов гармонии. Идея осознания глобального единства мира составляет мировоззренческую основу философии гармонии. Сделать принцип созидания гармонии приоритетом человеческой деятельности, жизни общества — такова основная концептуальная цель философии гармонии.
В триаде Диалектика-Синергетика-Гармоника философская мысль обретает свою целостность. Появляются также оптимальные возможности для изучения глобальных проблем современного мира с помощью методологии этой триады, получающей системность именно в Гармонике.
Структурная, каузальная, синергетическая, симметричная, хаотичная, функциональная, дифференциальная, интегральная, темпоральная (временная), пространственная, статическая и динамическая гармония — суть основные формы проявления гармонии. Динамические атрибуты гармонии — harmonia progressio, обусловливаемая harmonia praestabilita, harmonia modificatio и harmonia modulatio, является Логосом мирового развития.
Универсальные принципы Гармонии: принципы единства многообразия, координации, логоса, дихотомии, коэволюции, проекции, «зеркальный», «золотого сечения», критериума (criteria harmonias), урегулирования, консенсуса, конвергенции, дивергенции, концентрации тесно взаимосвязаны друг с другом и обуславливают друг друга. В любом времени и пространстве жизни Вселенной на основе данных принципов гармонии продолжается все более обогащающийся процесс её самотворения.
Профессор Рагид Улусель констатировал законы диасинхроничности, спатиального (пространственного) расширения и темпоральной интенсификации планетарного развития, выдвинул концепцию «гомоуниверсиализма» в качестве альтернативы «глобализации» и философские парадигмы мирового развития в направлении глобальной цивилизации, разработал теоретико-концептуальные основы цивилизациологии — новой в системе гуманитарных дисциплин научной отрасли, изучающей явление цивилизации, исследовал возникновение мегасистемы Восточных и Западных цивилизаций и геополитических блоков, процесса структурирования Восточной культуры мышления по монологической модели, а Западной культуры мышления — по диалогической модели. Одновременно, он в отдельных монографиях провел системное исследование тюркской цивилизации, современной азербайджанской критики, азербайджанской философской лирики, создал образцы сравнительной компаративистской эссеистики («Насими и Николай Кузанский», «Физули и Микеланджело», «„Пророк“ Джавида и „Пророк“ Джибрана»).
В своей полемике Рагид Улусель обосновывает положение о том, что глобализация не означает однополярности. При однополярно-пирамидальном устройстве мира в угоду гегемонии одного государства, доминирования одной цивилизации ограничиваются возможности для всестороннего развития всех других государств и цивилизаций, всего человечества. Победители и побежденные оказываются обреченными конфликтному режиму одной и той же глобальной опасности. Аморфная конструкция мира, способная подвергнуть человечество беспрерывным кризисам, случайностям, бессистемности, стало быть, неуправляемости, противоречит логике развития глобальной цивилизации. Эта логика с необходимостью требует задействовать модели не пирамидальной, а интегральной глобализации.

## Сочинения
- Современная Азербайджанская философская лирика. Баку: 1985
- Национальное самосознание и геостратегия в эпоху глобализации. Баку: Азербайджанская Национальная Энциклопедия, 2002  (азерб.) ISBN 5-89600-370-6
- Küreselleşme Sürecinde ABD-Türkiye-Azerbaycan Ortaklığı ve Buna Rusi-ya’dakı Felsefi-Politoloji Yaklaşım, // 2023 futuroloji dergisi, Ankara, 2003, Aralık  (тур.)
- Шелковый путь культур: Азербайджан в мире: Баку: Тахсил, 2003  (азерб.)
- Культура и Техноцивилизация. Баку: Азербайджанская Национальная Энциклопедия, 2003  (азерб.) ISBN 5-89600-372-2
- Глобализация и Тюркская цивилизация. Баку: Чашыоглу, 2005 (на азерб. яз). ISBN 5-8066-1661-4
- Глобализация и философия гармонии. Баку: Элм, 2005 (на азерб. яз). ISBN 5-8066-1661-4
- Философия гармонии в культурах исламского Востока и западного Ренессанса // Проблемы восточной философии, 2005—2006, № 1-2
- Civilizatiology as a New Scientific Field // Азербайджан в мире, 2006, № 1
- Globalization and Turkic Civilization // Азербайджан в мире, 2006, № 1
- Вселенная — Клетка, а Клетка — Вселенная. Баку: Сабах, 2008  (азерб.) ISBN 5-86106-117-3
- Paradigmal Rethinking of World Development towards Global Civilization. //
- The XXII World Congress of Philosophy. Seoul National University, 2008
- Homouniversalism // Third Global Civilization World Congress (Web Conference). http://www.opgc.net/cn/3rd/3rd_World_read (недоступная+ссылка)  2.htm
- The Turks in the Civilizational Evolution of Eurasia // Problems of Art and Culture. International Scientific Journal, Baku, 2009, № 4 (30). ISBN 978-9952-445-12-1
- Эссеистика. Баку: Европа, 2009  (азерб.) ISBN 978-9952-8032-3-5, ISBN 8032-9952-8032-3-5 (ошибоч.)
- Современная азербайджанская критика. Баку: Элм, 2009  (азерб.) ISBN 978-9952-453-17-1
- Ритмы жизни и мышления. Баку: Чашыоглу, 2009  (азерб.) ISBN 978-9952-27-141-6
- Мастер Расул Рза. Философия и Поэзия: их единство в мировой и азербайджанской классической литературе. Баку: Letterpress, 2010  (азерб.)
- Международные отношения Азербайджана: от политики до культуры. Баку: İdeal-Print, 2010  (азерб.) ISBN 978-9952-447-057
- Homouniversalism as an Integral Idea of the Multicivilizational World // International Journal of Arts and Sciences (IJAS), 2011, Vol. 4, No.23, ISSN: 1944-6934
- Глобализация и философско-эстетические проблемы современной литературы. Баку: Голиаф Груп, 2012  (азерб.) ISBN 978-9952-455-10-2 (ошибоч.)

## Переводы
- Классика (избранные тексты Ф. Ларошфуко, Б. Паскаля, И. В. Гёте, Р. У. Эмерсона, О. Родена, Р. Тагора, Дж. X.Джибрана, Дж. Мерича и А Платонова). Баку: Европа, 2008  (азерб.) ISBN 978-9952-8032-3-5, ISBN 8032-9952-8032-3-5 (ошибоч.)
- Мы и мир (избранные тексты мировой классики). Баку: Сабах, 2009  (азерб.) ISBN 5-806106-041-X (ошибоч.)
- Юрий Борев. Эстетика. Баку: Тахсил, 2010  (азерб.)